# United States v. Nixon
Die Entscheidung des Obersten Gerichtshofs der Vereinigten Staaten in der Sache United States versus Richard Milhous Nixon, President of the United States, et al. (meist zitiert als United States v. Nixon, 418 U.S. 683) von 1974 ist eine Grundsatzentscheidung zu den Grenzen der Befugnisse des Präsidenten der Vereinigten Staaten im Verhältnis zu den anderen Gewalten und zur innerstaatlichen Informationsordnung.

## Hintergrund
Im Rahmen der Watergate-Affäre war US-Präsident Nixon vom Sonderermittler und später vom Kongress dazu aufgefordert worden, im Weißen Haus aufgenommene Tonbänder herauszugeben, die zur Aufklärung der Affäre hätten beitragen können. Nixon weigerte sich jedoch, die Tonbänder herauszugeben, und bot stattdessen Abschriften einiger der Mitschnitte an. Der Richter des zuständigen Bezirksgerichts für Washington, D.C. beharrte jedoch auf der Herausgabe der Bänder, und der Streit kam schließlich vor den Obersten Gerichtshof der Vereinigten Staaten.

## Die Entscheidung des Obersten Gerichtshofs
Der Gerichtshof hatte letztlich darüber zu entscheiden, ob die Legislative bzw. die Judikative das Recht haben, vom Präsidenten der Vereinigten Staaten und damit der Exekutive eine solche Herausgabe zu verlangen, oder ob dies – wie Nixon argumentierte – eine Verletzung des Gewaltenteilungsprinzips darstellen würde.
In seiner einstimmig ergangenen Entscheidung stellte der Gerichtshof am 24. Juli 1974 zunächst klar, dass er die Kompetenz habe festzustellen, inwiefern die Verfassung der Vereinigten Staaten die Befugnisse des Präsidenten begrenze, und dass die Verfassung vorsehe, dass Gesetze auch gegenüber dem Präsidenten durchgesetzt werden können. In Bezug auf die Exekutivgewalt des Präsidenten stellte er fest, dass ihr jedenfalls dann kein Vorrang zukäme, wenn es um die Herausgabe nachweislich relevanten Beweismaterials in Strafverfahren ginge. Die Bänder mussten also herausgegeben werden.
Im Urteil des Obersten Gerichtshofes findet sich im Abschnitt IV („The claim of privilege“), Buchstabe D der Satz „Marshall’s statement cannot be read to mean in any sense that a President is above the law, but relates to the singularly unique role under Art. II of a President’s communications and activities, related to the performance of duties under that Article“, der öffentlich verkürzt wurde zu  „no person, not even the president of the United States, is completely above the law“. Dieser Satz wurde in der Kurzform „no one is above the law“ zum Sprichwort.